# Mordellistena kellersi
Mordellistena kellersi es una especie de coleóptero de la familia Mordellidae.

## Distribución geográfica
Habita en la Polinesia, en concreto en Samoa.